# Édgar Ramírez
Édgar Filiberto Ramírez Arellano (spanyol kiejtés: [ˈeðɣaɾ raˈmiɾes], 1977. március 25.–) César-díjas venezuelai színész.

## Élete
Ramírez a venezuelai San Cristóbalban (Táchira) született Soday Arellano ügyvéd és Filiberto Ramírez katonatiszt fiaként. Van egy Nataly nevű nővére, valamint egy Enrique és Maria Camilla nevű unokahúga és unokaöccse. Gyermekkorának egy részét azzal töltötte, hogy különböző országokban utazgatott, öt nyelven beszél folyékonyan.

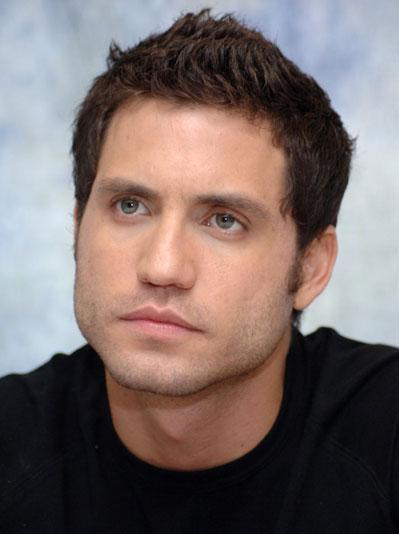
2005-ben

Ramírez 1999-ben szerzett diplomát a caracasi Andrés Bello Katolikus Egyetemen tömegkommunikáció szakon, audiovizuális kommunikáció szakirányon, holott nemzetközi kommunikáció szakon szeretett volna továbbtanulni. Az egyetem alatt feltörekvő újságíróként dolgozott, politikáról tudósított. Később a Dale al Voto, egy venezuelai alapítvány ügyvezető igazgatója lett. Ő és munkatársai kampányokat készítettek a rádió, a televízió és a mozik számára. Mindig is vonzódott az előadóművészethez, és a főiskolán is részt vett a művészetekben. Ramírez a Viart Filmfesztivál nemzetközi promóciójáért felelt. „Hazudnék, ha azt mondanám, hogy gyerekként arról álmodtam, hogy színész leszek. De nem voltam közömbös az előadóművészetek világa iránt. Mindig is nagyon vonzott. Csak soha nem gondoltam erre, mint karrierre.” Ramírez lemondott róla, mivel éppen a szakdolgozatának a közepén járt, és abban az évben a Harvard National Model UN-on vett volna részt iskolája delegáltjaként. Három évvel később Arriaga visszatért Venezuelába a franciaországi Cannes-i filmfesztiválról, ahol a film elnyerte a Kritikusok Hete díját. A filmet a legjobb idegen nyelvű film Oscar-díjára is jelölték. Ramírez ezután úgy döntött, hogy színészi karrierje mellett dönt.

## Jótékonysági tevékenységek
Edgar Ramírez támogatja az Amnesty International nemzetközi emberjogi szervezet "No Dispares" (Ne lőjetek) kampányát. A kampány célja, hogy megszüntesse a felelőtlen fegyverhasználat okozta sérülések és halálesetek számát.
Ramírez tagja volt az "5 Senses in Action" nevű szervezetnek is, amely hátrányos helyzetű gyermekek javát szolgálja. 2008. július 13-án Ramírez részt vett egy szabadtéri tevékenységben, amely gesztusokkal, játékkal és énekléssel stimulálta a született siket és/vagy vak gyermekek érzékszervi tapasztalatait.
2010. november 12-én Ramírezt az ENSZ Gyermekalapjának (UNICEF) jószolgálati nagykövetévé nevezték ki a caracasi Eurobuilding Hotelben tartott eseményen, amelyen az ország diplomáciai testületének személyiségei vettek részt. Az UNICEF venezuelai képviselője, Nadya Vásquez elmondta, hogy a szervezet az elmúlt években szövetséget kötött a színésszel, "amelyen keresztül az erőszakmegelőzési kampányokhoz közvetlenül kapcsolódó tevékenységek támogatását biztosítja".

## Filmográfia

### Film
| Év   | Magyar cím                            | Eredeti cím                     | Szerep              | Magyar hang            |
| ---- | ------------------------------------- | ------------------------------- | ------------------- | ---------------------- |
| 2003 |                                       | Yotama se va volando            | Manuel Zozaya       |                        |
| 2004 |                                       | Punto y Raya                    | Pedro               |                        |
| 2005 |                                       | Atenea y Afrodita               | barát               |                        |
| 2005 | Domino                                | Domino                          | Choco               | Dózsa Zoltán           |
| 2006 |                                       | El Don                          | Alvaro              |                        |
| 2006 |                                       | Elipsis                         | Sebastián Castillo  |                        |
| 2007 | A Bourne-ultimátum                    | The Bourne Ultimatum            | Paz                 | Kapácsy Miklós         |
| 2008 | Che – Az argentin                     | Che                             | Ciro Redondo García | Király Attila          |
| 2008 |                                       | Cyrano Fernandez                | Cyrano              |                        |
| 2008 | Nyolc tanú                            | Vantage Point                   | Javier              | Zöld Csaba             |
| 2010 |                                       | Carlos                          | Carlos a sakál      |                        |
| 2011 |                                       | Saluda al Diablo de mi Parte    | Ángel               |                        |
| 2012 | A titánok haragja                     | Wrath of the Titans             | Árész               | Törköly Levente        |
| 2012 | Nyitott szívvel                       | An Open Heart                   | Javier              | Pál András             |
| 2012 | Zero Dark Thirty – A Bin Láden hajsza | Zero Dark Thirty                | Larry               | Varga Rókus            |
| 2013 | A jogász                              | The Counselor                   | A pap               | Láng Balázs            |
| 2014 | Amerika embere                        | The Libertador                  | Simón Bolívar       | Schmied Zoltán         |
| 2014 | Távozz tőlem, Sátán!                  | Deliver Us from Evil            | Mendoza             | Varga Rókus            |
| 2015 | Joy                                   | Joy                             | Tony Miranne        | Csőre Gábor            |
| 2015 | Holtpont                              | Point Break                     | 'Bodhi'             | Sarádi Zsolt           |
| 2016 | A kőkezű                              | Hands of Stone                  | Roberto Durán       | Schmied Zoltán         |
| 2016 | A lány a vonaton                      | The Girl on the Train           | Dr. Kamal Abdic     | Schmied Zoltán         |
| 2016 | Arany                                 | Gold                            | Michael Acosta      | Schmied Zoltán         |
| 2017 | Bright                                | Bright                          | Kandomere           |                        |
| 2018 |                                       | Furlough                        | Kevin Rivera        |                        |
| 2018 |                                       | La quietud                      | Vincent             |                        |
| 2019 | Wasp Network – Az ellenállók          | Wasp Network                    | René Gonzalez       | Schmied Zoltán         |
| 2020 | Ellenállás                            | Resistance                      | Sigmund             | Kapácsy Miklós         |
| 2020 | Az utolsó bűntény                     | The Last Days of American Crime | Graham Bricke       |                        |
| 2021 | Igen nap                              | Yes Day                         | Carlos Torres       | Schmied Zoltán         |
| 2021 | Dzsungeltúra                          | Jungle Cruise                   | Aguirre             | Király Adrián          |
| 2022 | 355                                   | The 355                         | Luis ügynök         | Király Attila          |
| 2024 | Borderlands                           | Borderlands                     | Atlas               | Horváth-Töreki Gergely |
| 2024 | Emilia Pérez                          | Emilia Pérez                    | Gustavo             |                        |

### Televízió
| Év   | Magyar cím           | Eredeti cím                                               | Szerep              | Megjegyzés |
| ---- | -------------------- | --------------------------------------------------------- | ------------------- | --- |
| 2003 |                      | Cosita Rica                                               | Cacique Chacón      | 4 epizód |
| 2005 |                      | Ser Bonita No Basta                                       | Leonardo            | Epizód: "#1.1" |
| 2018 | American Crime Story | The Assassination of Gianni Versace: American Crime Story | Gianni Versace      | 6 epizód Satellite-díj a legjobb szereposztásért - televíziós sorozat Jelölve—Golden Globe-díj a legjobb férfi mellékszereplőnek – sorozat, minisorozat vagy tévéfilm kategóriában Jelölve—Primetime Emmy-díj a kiemelkedő mellékszereplőnek egy limitált sorozatban vagy filmben Jelölve—Satellite-díj a legjobb szereposztásért - televíziós sorozat |
| 2020 | Tudhattad volna      | The Undoing                                               | Joe Mendoza nyomozó | Minisorozat |
| 2023 | A floridai férfi     | Florida Man                                               | Mike Valentine      | Minisorozat magyar hangja Schmied Zoltán |

### Videoklipek
| Év   | Dalcím          | Album     | Előadó            |
| ---- | --------------- | --------- | ----------------- |
| 2017 | "Desencuentro"  | Residente | René Pérez Joglar |
| 2017 | "Mis Ilusiones" | San Luis  | SanLuis           |

## Fordítás
- Ez a szócikk részben vagy egészben  az   Édgar Ramírez című angol Wikipédia-szócikk fordításán alapul.  Az eredeti cikk szerkesztőit annak laptörténete sorolja fel. Ez a jelzés csupán a megfogalmazás eredetét és a szerzői jogokat jelzi, nem szolgál a cikkben szereplő információk forrásmegjelöléseként.